# Ján Ivánkovic
Ján Ivánkovic  (Hongaars: Ivánkovits János) (Szeged, 24 december 1846 – Alag, Dunakeszi, 31 maart 1910) was een Hongaars Rooms-katholiek bisschop van Rožňava. Hij was lid van de Nationale Vergadering van Hongarije.

## Biografie

### Opleiding
Ján Ivánkovic voltooide de studies van de middelbare school in zijn geboorteplaats : Szeged. 
Naderhand bestudeerde hij het christelijke geloof en de documenten ter zake in de stad Timisoara die destijds tot Hongarije behoorde maar thans deel uitmaakt van Roemenië.

### Priester
Op 22-jarige leeftijd -voorafgaand aan het priesterschap- was hij reeds lesgever (1868-1870).
Op 5 mei 1870 ontving hij de priesterwijding. Vervolgens werd hij parochievicaris in Novi Bečej (Servië).
Drie jaar later werd hij overgeplaatst naar zijn geboortestad waar hij in de wijk Belváros zijn geestelijke functie verder uitoefende.
Gedurende de jaren 1877-1878 en 1884-1885 gaf hij godsdienstonderricht in lagere scholen.
Nog steeds in Szeged werd hij in 1885 pastoor in het district Rókus. Bovendien werd hij directeur van een secundaire school.
Vanaf 1887 was hij voor de Liberale Partij volksvertegenwoordiger in Szeged en in die functie was hij ook lid van de openbare onderwijscommissie.
Anno 1891 lauwerde het kerkbestuur hem met de benaming "titulair abt van Vásárhely".
Zijn seculiere functies bleef hij verderzetten: met ingang van 1 januari 1893 fungeerde hij als wijkraadslid bij het Ministerie van Religie en Openbaar Onderwijs.

### Bisschop
Pastoor Ivánkovic was bijna 50 jaar, toen hij op 22 november 1896 werd verkozen als bisschop voor het bisdom Rožňava. De bevestiging voor deze aanstelling volgde op 3 december 1896 en de wijding had plaats op 25 april 1897 in Kalocsa. De aartsbisschop van deze stad, György Császka, was voor de gelegenheid voorganger. Hij werd bijgestaan door  Sándor Dessewffy en János Majorosy.
Kort na zijn benoeming werd Ivánkovic lid van het Magnatenhuis: dit is het hogerhuis van de Hongaarse Rijksdag.
De financiële toestand van het bisdom Rožňava was echter bijzonder slecht. Wegens schulden werden de eigendommen van het bisdom op 23 augustus 1904 onder curatele geplaatst.
Minder dan twee maanden nadien, op 15 oktober, nam bisschop Ivánkovic ontslag en trok hij zich terug in zijn privé-leven.
Een jaar later, op 11 december 1905, werd hij benoemd als titulair bisschop van het Turkse voormalige bisdom Sidyma .

### Overlijden
Ján Ivánkovic overleed als « bisschop emeritus » van Rožňava op 31 maart 1910 en werd ter aarde besteld op de Kerepesi-begraafplaats in Boedapest.